# Tango 12

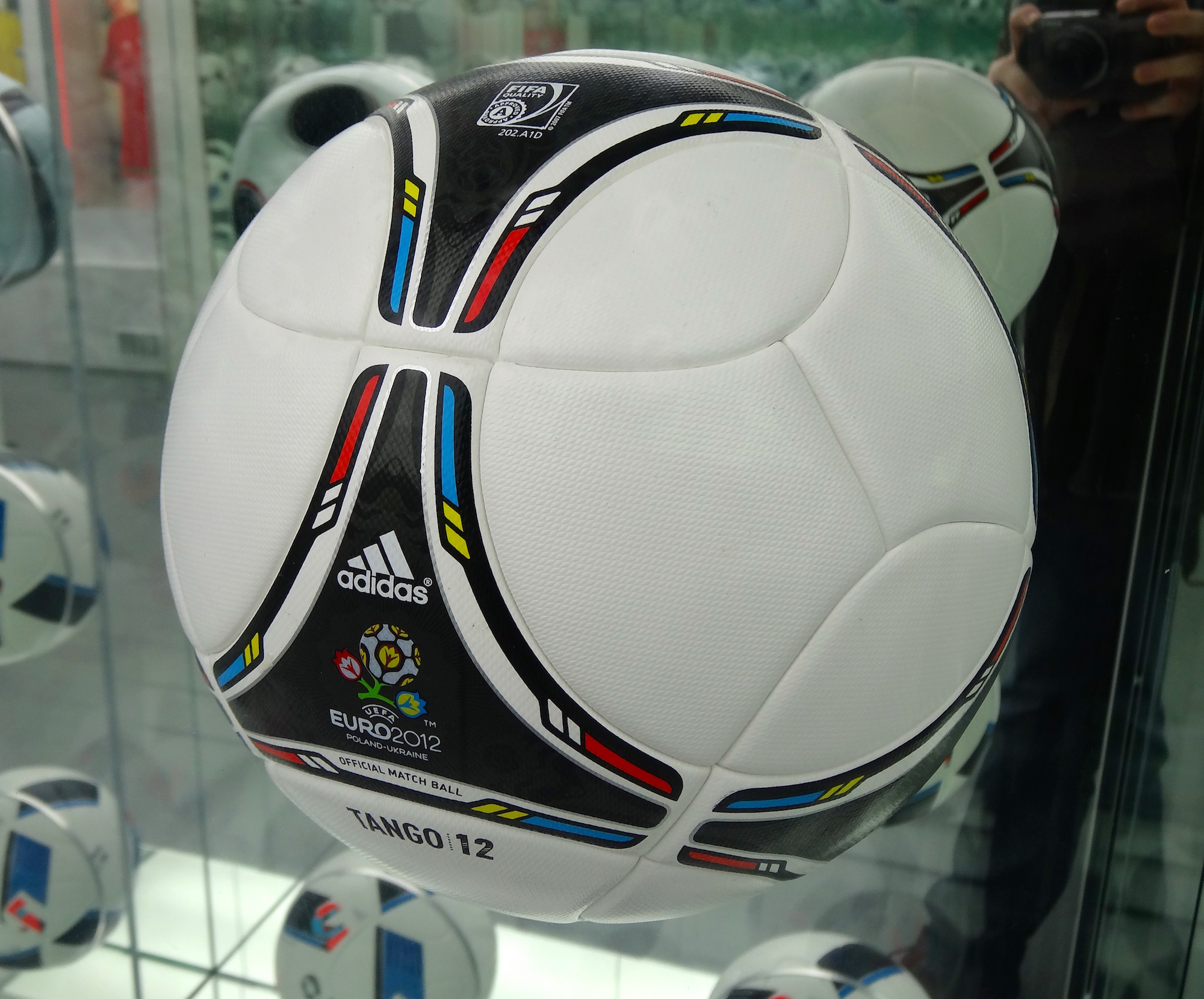
Tango 12.

Tango 12 est le nom du ballon de football officiel utilisé pour l'Euro 2012 en Pologne et en Ukraine. Il est produit par Adidas.
Le ballon a été présenté lors de la cérémonie du tirage au sort de la phase finale de l'Euro 2012, le 12 décembre 2011 à Kiev.
Serhiy Bubka a dévoilé le ballon pour la première fois en public au Palais des Arts. 
Son design familier rappelle les compétitions précédentes : les ballons Tango River Plate (1980), Tango Mundial (1984) et Tango Europa (1988) ayant été utilisés lors de précédents Championnats d'Europe.
Tango 12 est le onzième ballon officiel de l'Euro, il est une déclinaison moderne du design classique, avec des lignes aux couleurs des deux pays organisateurs. Le ballon, qui a demandé deux ans de développement, a été testé par des joueurs de football de base et de l'élite dans huit pays.

## Fabrication
|                                    | Standard Fifa Approved         | Mesures sur le Tango 12 |
| ---------------------------------- | ------------------------------ | ----------------------- |
| Circonférence                      | 68,5 – 69,5 cm                 |                         |
| Diamètre                           | ≤ 1,5 % de différence          |                         |
| Absorption d'humidité              | ≤ 10 % d'augmentation du poids |                         |
| Masse                              | 420 - 445 g                    |                         |
| Conservation de forme et de taille | 2 000 cycles à 50 km/h         |                         |
| Test de rebond                     | ≤ 10 cm                        |                         |
| Perte de pression                  | ≤ 20 %                         |                         |